# Ounan
Ounan (chinesisch 瓯南街道, Pinyin Ōunán jiēdào) ist ein Straßenviertel im Südosten der chinesischen Provinz Zhejiang. Er gehört administrativ zum Kreis Qingtian der bezirksfreien Stadt Lishui und ist Teil des urbanen Zentrums von Qingtian. Er verwaltet ein Territorium von 47,67 km² und hatte am Jahresende 2017 eine Bevölkerung von 25.507 Personen.
Ounan liegt am südlichen Ufer des Flusses Ou Jiang. Auf seinem Territorium befindet sich der Bahnhof Qingtian. Das Straßenviertel lebt vor allem von der Landwirtschaft, es werden Pappelpflaumen, Kamelien (Camellia oleifera), Tee und Trockenfrüchte angebaut bzw. produziert.
Per Ende 2018 unterstanden dem Straßenviertel Ounan zwei Einwohnergemeinschaften und 18 Dörfer.